# 陶老坝水库
陶老坝水库是中国安徽省合肥市长丰县境内的一座水库，位于淮河水系瓦埠河上，建于1976年。水库正常库容为596万立方米，集雨面积为44平方千米，海拔为45.4米。